# Padcaya
Padcaya è un comune (municipio in spagnolo) della Bolivia nella provincia di Aniceto Arce (dipartimento di Tarija) con 21.075 abitanti (dato 2010).

## Cantoni
Il comune è suddiviso in 12 cantoni:
- Camacho
- Cañas
- Chaguaya
- La Merced
- Mecoya
- Orozas
- Padcaya
- Rejara
- Rosillas
- San Francisco
- Tacuara
- Tariquia